# El Perich

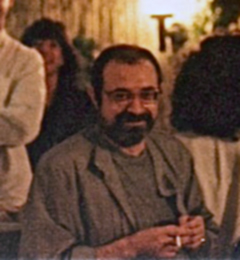
El Perich' in Premià de Dalt

El Perich, eigentlich Jaume Perich Escala (kastilisch) bzw. Jaume Perich i Escala (katalanisch) (* 5. November 1941, Barcelona; † 1. Februar 1995, Mataró), war ein spanischer Schriftsteller, Comiczeichner und Übersetzer. Unter anderem übersetzte er Asterix und Blueberry.

## Biografie
Jaume war das einzige Kind einer Familie der unteren Mittelschicht, die im zweiten Stadtbezirk von Barcelona lebte. Er besuchte eine kirchliche Schule, was laut eigener Aussage dazu beitrug, dass er Atheist wurde. Er verbrachte viel Zeit damit, Comics und Abenteuergeschichten zu lesen. Schon als Kind zeichnete er Comics, die er für 0,50 Peseten seinen Freunden zur Lektüre auslieh.
Nach dem Abschluss als Bachelor trat er für ein Monatsgehalt von 1.500 Peseten eine Stelle bei der Eisenbahngesellschaft RENFE als technischer Zeichner an. 1959 erschien in der Zeitschrift Pepe Cola seine erste humoristische Zeichnung. In der Folge entwickelte er seinen Stil und versuchte sich an weiteren Veröffentlichungen, auch während seiner Militärzeit in Ceuta, wo er eine humoristische „Wandzeitung“ gründete. 1964 trat er eine Stelle als Redakteur bei den heute nicht mehr existierenden Ediciones Bruguera an, die mehrere humoristische Magazine verlegten. 1966 publizierte er gemeinsam mit zwei Kollegen Arbeiten in der Tageszeitung Solidaridad Nacional. Ein Jahr später wechselte er zu El Correo Catalán. Dort hatte er die Aufgabe, täglich zwei Zeichnungen zu veröffentlichen und über lokalen und weltweiten Humor zu schreiben. Jeden Donnerstag veröffentlichte er die Rubrik Perich Match. 1970 erschien dazu eine Anthologie in katalanischer Sprache und 1971 eine weitere Anthologie auf Kastilisch. Später publizierte er in La Vanguardia und in der Abendzeitung Tele/eXpres. Nach und nach kamen die Tageszeitungen La Voz de Galicia, Diario de Navarra und El Periódico de Cataluña hinzu, und er beteiligte sich an der Produktion des Magazins Bang!.
1971 schrieb er Autopista, eine Sammlung von Aphorismen, Wortspielen und Humoresken mit teilweise politischem Charakter, die zuvor in der Presse erschienen waren. Der Titel ist eine parodistische Anspielung auf das Buch Camino von José María Escrivá. Es wurde zum meistverkauften Buch des Jahres in Spanien. Anschließend veröffentlichte er rund 20 ähnliche Bücher, insbesondere die Serie Noticias del 5º Canal. 1972 war er Gründungsmitglied des Magazins Hermano Lobo. Gemeinsam mit Manuel Vázquez Montalbán, Juan Marsé und Forges leitete er das Magazin Por Favor. Des Weiteren publizierte er in Muchas Gracias und in El Jueves.
Seine Zeichnungen erschienen auch international, beispielsweise im italienischen Magazin Sorry, im argentinischen Satiricón und in der deutschen Pardon und Titanic.
Er war verheiratet mit Anni Berini. Aus der Ehe ging eine gemeinsame Tochter Raquel hervor. Er hatte eine Vorliebe für Katzen und hielt ein halbes Dutzend von ihnen im gemeinsamen Haushalt.
Er starb im Alter von 53 Jahren an einer Darmblutung. Er wurde auf dem Friedhof Collserola in Barcelona beigesetzt.

## Stil und Rezeption
In seinen Anfängen orientierte er sich stilistisch an den Zeichnern Siné y Chumy Chúmez und an dem französischen Magazin Hara-Kiri. 1974 sagte er über sich, dass er sich stilistisch auf das Minimum konzentrieren wolle, weil es ihm darum gehe, mit seinen Zeichnungen eine Botschaft zu vermitteln.
Juan Marsé charakterisierte ihn folgendermaßen:

«La fuerza atlética, por cotidiana y tenaz, de su dibujo, no fluye exactamente de su lápiz (...). Hay una oscura parsimonia en su mano, una natural inclinación al palpo, y también en sus hombros altos, que él traslada de un lugar a otro con cierta pesadez y escepticismo, flotando siempre en una especie de tierra de nadie. Usa gafas y precisa verlo todo muy de cerca - especialmente los culos femeninos- pero extrañamente su fisonomía no sugiere vista cansada, sino hastiada.»

„Die athletische Kraft seiner Zeichnung, beständig und ausdauernd, fließt eben nicht aus seinem Bleistift (...). In seiner Hand liegt eine dunkle Bedachtsamkeit, ein natürlicher Tastsinn, und auch in seinen hohen Schultern, die er mit einer gewissen Schwere und Skepsis von einem Ort zum anderen schleppt, immer in einer Art Nirgendwo schwebend. Er trägt eine Brille und muss alles sehr genau sehen – vor allem Frauenhintern –, aber seltsamerweise deutet seine Physiognomie nicht auf übermüdete Augen hin, sondern auf Überdruss.“

Seinem Andenken ist der Premio Internacional de Humor Gat Perich gewidmet, der jedes Jahr in Llansá verliehen wird.
2020, anlässlich des 25. Jahrestages seines Todes, fanden mehrere Gedenkfeiern zu seinen Ehren statt. Im Januar erschien das Buch Un abric verd penicil·lina mit seiner Zeichnungen über seine Zeit in der kirchlichen Schule. Das Buch wurde herausgegeben von Kap, als Bestandteil eines Projekts, um eine Sammlung mit vergilbenden Zeichnungen und Notizen vor dem Vergessen zu bewahren. Im März fand eine große Ausstellung des Stadtarchivs und der Stadt Barcelona statt. Sie wurde ebenfalls von Kat kuratiert. Im selben Jahr erschien eine Neuausgabe seines Buchs Els gats del Perich.
Jaume Perichs Familie vermachte dem Stadtarchiv von Barcelona 1998 eine Sammlung von 7.774 Blättern mit Originalzeichnungen. Die Blätter werden in einem Raum namens Sala Perich aufbewahrt.
| Medium                    | Anzahl Blätter |
| ------------------------- | -------------- |
| El Periódico              | 3.287          |
| El Jueves                 | 1.541          |
| Interviu                  | 883            |
| Jano                      | 387            |
| La Vanguardia             | 112            |
| Tele/eXpres               | 89             |
| Por Favor                 | 56             |
| Cuadernos para el Diálogo | 50             |
| Titanic                   | 35             |
| Diario de Barcelona       | 31             |
| TBO                       | 27             |
| Can-Can                   | 14             |
| DDT                       | 11             |
| Mundo Diario              | 6              |
| Patio Trasero             | 4              |
| Opinión                   | 3              |
| Histeria                  | 2              |
| Puta Mili                 | 1              |

Ferner umfasst sie unveröffentlichte Zeichnungen, darunter solche, die der Zensur zum Opfer fielen oder die für private Anlässe angefertigt wurden, sowie Zeichnungen für die Fernsehsendungen Filiprim und 3 i l'astròleg.

## Bibliografie (Auswahl)
- Jaume Perich: Perich Match. Edicions 62, Barcelona 1970 (katalanisch).
- Jaume Perich: Autopista. Cuando un bosque se quema algo suyo se quema... señor Conde. Ediciones Península, 1971 (spanisch).
- Jaume Perich: Perich Match. Editorial Laia, Barcelona 1971 (spanisch).
- Jaume Perich: Nacional II. Editorial Laia, Barcelona 1972 (spanisch).
- Jaume Perich: Los tres pies del gato. Ediciones Península, Barcelona 1973 (spanisch).
- Jaume Perich, Manolo V, Manuel Vázquez Montalbán: Lo mejor de Por Favor. Punch Ediciones, Barcelona 1974 (spanisch).
- Jaume Perich: Diálogos entre el poder y el no poder. Editorial Laia, Barcelona 1975, ISBN 84-7222-302-7 (spanisch).
- Jaume Perich: Por el «Camino» hacia Dios. Editorial Planeta, Barcelona 1978, ISBN 84-320-4132-7 (spanisch).
- Jaume Perich: Mundo, demonio y carne (Gran Perichcionario). Editorial Bruguera, Barcelona 1979, ISBN 84-02-06441-8 (spanisch).
- Jaume Perich: Desde la PERICHferia. Editorial Planeta, Barcelona 1981, ISBN 84-320-4173-4 (spanisch).
- Jaume Perich: 5º Canal ilustrado. Editorial Planeta, Barcelona 1984, ISBN 84-320-4605-1 (spanisch).
- Jaume Perich: ¡Esto son las Noticias del 5º Canal! Hrsg.: Víctor Mora. Ediciones B, Barcelona 1988, ISBN 84-7735-100-7 (spanisch).
- Jaume Perich (posthum): Así lo vio todo El Perich. Ediciones B, Barcelona 1996, ISBN 84-406-5572-X (spanisch).
- Jaume Perich (posthum): Un abric verd penicil·lina. Hrsg.: Kap. Angle Editorial und Ayuntamiento de Barcelona, Barcelona 2020, ISBN 84-406-5572-X (spanisch).
- Jaume Perich: Els gats del Perich. Trilita Edicions, Barcelona 2020, ISBN 978-84-16249-45-9 (katalanisch).